# Campeonato Paraibano de Futebol de 1929
O Campeonato Paraibano de Futebol de 1929 foi organizado e dirigido pela Liga Desportiva Parahybana. Contou com a participação de 6 times e ao final o Esporte Clube Cabo Branco conquistou o seu quarto título estadual.

## Participantes
O campeonato estadual de 1929 contou com 6 participantes Acesso em Março de 2012</ref>, foram eles:
| Clube                       | Cidade     |
| --------------------------- | ---------- |
| Esporte Clube Cabo Branco   | Parahyba   |
| Internacional Sport Club    | Cabedelo   |
| Palmeiras Sport Club        | Parahyba   |
| Pytaguares Futebol Clube    | Parahyba   |
| Tibiry Sport Club           | Santa Rita |
| Vasco da Gama Futebol Clube | Parahyba   |

## Vencedor
| Campeonato Paraibano de Futebol de 1929       |
| --------------------------------------------- |
| Esporte Clube Cabo Branco Campeão (4º título) |